# Appio-Latino
Appio-Latino är Roms nionde quartiere och har beteckningen Q. IX. Namnet Appio-Latino kommer av Via Appia och Via Latina. Quartiere Appio-Latino bildades år 1921.

## Kyrkobyggnader
- Domine Quo Vadis
- Natività di Nostro Signore Gesù Cristo
- Nostra Signora del Pilar
- Ognissanti
- Preziosissimo Sangue di Nostro Signore Gesù Cristo ad Appio Latino
- Sant'Antonio da Padova alla Circonvallazione Appia
- Santa Caterina da Siena a Via Populonia
- San Giuda Taddeo ai Cessati Spiriti
- San Giovanni Battista de' Rossi
- Santa Maria Mater Misericordiae a Via Latina
- San Martino I Papa
- Santissimo Nome di Maria a Via Latina

Dekonsekrerade kyrkobyggnader
- Kardinal Reginald Poles kapell

## Övrigt
- Circus Maxentius
- Egerias nymfeum

## Bilder
| - Domine Quo Vadis. - Natività di Nostro Signore Gesù Cristo. - Ognissanti. - Preziosissimo Sangue di Nostro Signore Gesù Cristo ad Appio Latino. - Sant'Antonio da Padova alla Circonvallazione Appia. |